# Reel 2 Real
Reel 2 Real era un duo musicale di musica house e dance, che ebbe notevole successo nel corso degli anni novanta.
"Mente" del gruppo, nonché membro era il produttore discografico e disc jockey Erick Morillo di New York. Il primo singolo dei Reel 2 Real fu The New Anthem che nel 1992 passò una settimana alla prima posizione della Hot Dance Music/Club Play.
Il brano maggiormente conosciuto dei Reel 2 Real è sicuramente I Like to Move It, che figurava il featuring del rapper di Trinidad e Tobago Mark Quashie, conosciuto come Mad Stuntman. La canzone ebbe un successo internazionale nel 1994, raggiungendo le vette di diverse classifiche in Europa e Stati Uniti. Diversi anni dopo il brano fu utilizzato nella colonna sonora del film di animazione della Dreamworks Madagascar, in una cover interpretata dal comico Sacha Baron Cohen che gli diede una nuova iniezione di popolarità.
I Reel 2 Real si sciolsero nel 1996, per permettere a Morillo di intraprendere una carriera solista come DJ underground.

## Discografia

### Album
- 1994 - Move It!
- 1995 - Reel 2 Remixed
- 1996 - Are You Ready for Some More?

### Singoli
- 1993 - The New Anthem
- 1994 - I Like to Move It
- 1994 - Go On Move
- 1994 - Can You Feel It?
- 1994 - Raise Your Hands
- 1995 - Conway
- 1996 - Jazz It Up
- 1996 - Are You Ready For Some More
- 1997 - After the Rain